# Мястечко (Мазовецьке воєводство)
Мястечко (пол. Miasteczko) — село в Польщі, у гміні Скаришев Радомського повіту Мазовецького воєводства.
Населення — 119 осіб (2011).
У 1975-1998 роках село належало до Радомського воєводства.

## Демографія
Демографічна структура станом на 31 березня 2011 року:
|          | Загалом | Допрацездатний вік | Працездатний вік | Постпрацездатний вік |
| -------- | ------- | ------------------ | ---------------- | -------------------- |
| Чоловіки | 62      | 13                 | 46               | 3                    |
| Жінки    | 57      | 12                 | 36               | 9                    |
| Разом    | 119     | 25                 | 82               | 12                   |